# 第20軍 (日本軍)
第20軍（だいにじゅうぐん）は、大日本帝国陸軍の軍の一つ。

## 沿革
1941年（昭和16年）9月10日に編成され、同月19日に関東軍に編入、東部満州の鶏寧付近に配備された。1942年（昭和17年）7月4日、第1方面軍に編入された。1944年（昭和19年）10月19日、第6方面軍に編入され満州から華中に転用された。
1945年（昭和20年）1月の衡陽の戦いで中華民国の国民革命軍に勝利した地である湖南省衡陽市で終戦の知らせを聴く。
1946年（昭和21年）7月15日、引揚船が京都府舞鶴市の舞鶴港に接岸し、残った兵士らが復員して任務を完遂した。

## 軍概要
- 通称号：桜
- 編成時期：1942年9月10日
- 最終位置：衡陽
- 上級部隊：関東軍、第1方面軍、のち第6方面軍。

### 歴代司令官
- 関亀治 中将：1941年9月11日 -
- 本多政材 中将：1943年3月11日 –
- 坂西一良 中将：1944年4月8日 -

### 歴代参謀長
- 名倉栞 少将：1941年10月2日 –
- 中山貞武 大佐：1942年7月1日 –
- 川目太郎 少将：1944年2月7日 -
- 依知川庸治 少将：1945年6月15日 -

### 最終司令部構成
- 司令官：坂西一良中将
- 参謀長：依知川庸治少将
- 高級参謀：西郷従吾大佐
- 高級副官：渡辺誠夫中佐
- 兵器部長：平川清治大佐
- 経理部長：中村定治主計少将
- 軍医部長：鳥海保一軍医少将
- 獣医部長：沢山繁雄獣医大佐
- 法務部長：石原憲次法務少佐

### 所属部隊
昭和18年当時
- 第8師団
- 第25師団
- 第2国境守備隊 (綏芬河要塞)
  - 第2国境守備隊歩兵隊
  - 第2国境守備隊砲兵隊
- 第3国境守備隊 (半截河要塞)
  - 第3国境守備隊歩兵隊
  - 第3国境守備隊砲兵隊
  - 第3国境守備隊工兵隊
- 第4国境守備隊 (虎頭要塞)
  - 第4国境守備隊第1地区隊
    - 第4国境守備隊第1地区隊歩兵隊
    - 第4国境守備隊第1地区隊砲兵隊

  - 第4国境守備隊第2地区隊
    - 第4国境守備隊第2地区隊歩兵隊
    - 第4国境守備隊第2地区隊砲兵隊

  - 第4国境守備隊第3地区隊
    - 第4国境守備隊第3地区隊歩兵隊
    - 第4国境守備隊第3地区隊砲兵隊
- 第10国境守備隊 (鹿鳴台要塞)
  - 第10国境守備隊歩兵隊
  - 第10国境守備隊砲兵隊
- 第11国境守備隊 (観月台要塞)
  - 第11国境守備隊歩兵隊
  - 第11国境守備隊砲兵隊
  - 第11国境守備隊工兵隊
- 第5砲兵司令部
  - 野戦重砲兵第2連隊
  - 野戦重砲兵第10連隊
  - 野戦重砲兵第23連隊
  - 重砲兵第3連隊
  - 牡丹江重砲兵連隊
  - 独立重砲兵第7大隊
  - 独立重砲兵第12大隊

終戦時
- 第64師団:船引正之中将[1]
- 第68師団:堤三樹男中将[1]
- 第116師団:菱田元四郎中将[1]
- 独立混成第81旅団:専田盛寿少将[1]
- 独立混成第82旅団:桜庭子郎少将[1]
- 独立混成第86旅団:上野源吉少将[1]
- 独立混成第87旅団:小山義己少将[1]
- 第2独立警備隊:岡島重敏少将[2]

砲兵部隊
- 独立山砲兵第5連隊：玉川長吉中佐
- 高射砲第22連隊：加藤助一中佐
- 戦車第2師団防空隊：西原龍夫中佐

兵站部隊
- 電信第5連隊：児玉光雄中佐
- 第55野戦道路隊：小川哲済少佐
- 第184兵站病院
- 第185兵站病院
- 第24患者輸送隊

第20軍補給廠
- 第20軍病馬廠
- 第20軍野戦兵器廠：土肥直一大佐
- 第20軍野戦自動車廠：松本貫一大佐
- 第20軍野戦貨物廠：細田義明主計少佐